# 360图片
360图片是360搜索于2012年12月24日測試版上線自主研发推出的相似图片智能搜索频道，检索网页图片。
360图片分为瀑布流和传统两种排列方式，并以图片大小划分搜索类别，也可以任意選擇尺寸，調整适应窗口。
2015年1月6日，「360图片」更名為「好搜图片」。2016年2月1日，「好搜图片」更名為「360图片」。

## 类似产品
- TinEye, 一款图像搜索引擎
- 百度识图，百度公司推出的一项以图片搜索相似图片的服务
- Google图片搜索，Google公司开发的一款图片搜索工具